# 哥达纲领
哥达纲领（德語：Gothaer Programm）是德国社会主义工人党（今德国社会民主党）于1875年在哥达召开首次代表大会时通过的党纲。该党纲呼吁争取普遍选举权、结社自由、限制工作时间等其他保护工人权利和健康的法律。马克思在他的作品《哥达纲领批判》中对该纲领进行了批判。